# Amity (Oregon)
Amity és una població dels Estats Units a l'estat d'Oregon. Segons el cens del 2007 tenia 1.480 habitants.

## Demografia
Segons el cens del 2000, Amity tenia 1.478 habitants, 471 habitatges, i 373 famílies. La densitat de població era de 951,1 habitants per km².
Dels 471 habitatges en un 45,4% hi vivien nens de menys de 18 anys, en un 61,6% hi vivien parelles casades, en un 11,7% dones solteres, i en un 20,6% no eren unitats familiars. En el 15,9% dels habitatges hi vivien persones soles el 6,2% de les quals corresponia a persones de 65 anys o més que vivien soles. El nombre mitjà de persones vivint en cada habitatge era de 3,14 i el nombre mitjà de persones que vivien en cada família era de 3,42.
Per edats la població es repartia de la següent manera: un 33,8% tenia menys de 18 anys, un 9,5% entre 18 i 24, un 29,4% entre 25 i 44, un 18,7% de 45 a 60 i un 8,7% 65 anys o més.
L'edat mediana era de 30 anys. Per cada 100 dones de 18 o més anys hi havia 99,6 homes.
La renda mediana per habitatge era de 40.556$ i la renda mediana per família de 42.375$. Els homes tenien una renda mediana de 30.417$ mentre que les dones 25.662$. La renda per capita de la població era de 13.563$. Aproximadament el 8,7% de les famílies i el 9,6% de la població estaven per davall del llindar de pobresa.

## Poblacions més properes
El següent diagrama mostra les poblacions més properes.